# فاي أجزنبيرغ سيلوف
فاي أجزنبيرغ سيلوف (بالإنجليزية: Fay Ajzenberg-Selove)‏ هو عالم في مجال فيزياء نووية ولد في 13 فبراير 1926 في برلين، حائز على جائزة قلادة العلوم الوطنية الأمريكية.

## نشأتها والتعليم
ولدت فاي أجزنبيرغ في 13 شباط عام 1926 في العاصمة الألمانية برلين من عائلة يهودية جاءت من روسيا. كان والدها مويزس أجزنبيرغ مهندس تنقيب، درس في مدرسة سان بطرسبورغ للتنقيب، وكانت والدتها اولغا نايدج أجزنبيرغ عازفة بيانو ومغنية، درست في أكاديمية سانت بطرسبورغ للموسيقى. انتقلت عائلة أجزنبيرغ إلى ألمانيا واستقرت هناك عام 1919 هربا من الثورة الروسية، حیث أصبح والدها مستثمر مصرفي غني.
انتقلت بعدها عائلة أجزنبيرغ إلى فرنسا عام 1930 بعد تعرضها إلى الإفلاس خلال فترة الكساد الكبير، حيث عمل والدها كمهندس كيميائي في معمل لإنتاج السكر الذي كان مُلكاً لخالها نايدج أيزك في مدينة ليوسانت في فرنسا. التحقت فاي أجزنبيرغ بثانوية فيكتور دورويو وكلية سيفيني في باريس. هربت عائلة أجزنبيرغ من باريس قبل الاجتياح النازي لفرنسا، حيث سلكوا طرقا متعرجة عبر اسبانيا والبرتغال وجهورية الدومينيكان وكوبا إلى أن وصلوا إلى مدينة نيويورك واستقروا فيها في نيسان عام 1941.
تخرجت فاي أجزنبيرغ من إعدادية جوليا ريتشمان عام 1943، وكان والدها قد شجّع شغفها بالهندسة. التحقت بعدها بجامعة مشغن حيث كانت صديقة للرئيس الهايتي دوفالييه «بابا دوك». تخرجت عام 1946 بشهادة بكالوريوس في الهندسة وهي المرأة الوحيدة من بين 100 طالب حصل على هذه الشهادة. بدأت أجزنبيرغ بدراسات الدكتوراه في جامعة ويسكونسون- ماديسون بعد فترة وجيزة من عملها بمشروع التخرج في جامعة كولومبيا والتدريس في جامعة إلينوي.
عملت فاي أجزنبيرغ في جامعة ويسكونسون مع العالم في الفيزياء النووية هيو ريتشاردز الذي كان يدرس طاقات التفاعلات النووية ويصنف مستويات طاقة ذرات الضوء. اكتشفت أجزنبيرغ طريقة لإنتاج عنصر الليثيوم-8 عن طريق تحويل الكبريتات إلى كلوريد واستخدمه في الطلي الكهربائي، كذلك اثبتت أن الحالات المثارة لنواة ذرة عنصر البارون-10 (10B) لم تكن متباعدة بمسافات متساوية كما كان يعتقد سابقاً. حصلت أجزنبيرغ على شهادة الماجستير في العلوم عام 1949 وشهادة الدكتوراه في الفيزياء عام 1952 مع أطروحة بعنوان «مستويات الطاقة لبعض نوى الضوء وتصنيفها». وفيما يتعلق بمعتقداتها فقد كانت أجزنبيرغ مُلحدة.

## أعمالها في مجال الفيزياء
عملت أجزنبيرغ مع توماس لورستن في معهد كاليفورنيا للعلوم التقنية بعد حصولها على شهادة الدكتوراه، حيث أصدرا معاً أبحاثاً عن مستويات طاقة نوى الضوء، وهي مجموعة من أفضل الأبحاث السنوية المتعلقة بالبنية النووية واضمحلال النوى مع عدد الكتلة الذرية A من 5 إلى 20، وقامت أجزنبيرغ بإصدار هذه الأبحاث بنفسها منذُ عام 1973. نشرت لاحقا 26 بحثاً من هذه الأبحاث في مجلة الفيزياء النووية حتى عام 1990، وقد أطلقوا عليها «إنجيل العلماء النوويين».
عملت أجزنبيرغ بعد تخرجها كمحاضرة في كلية سميث وزميلة زائرة في معهد ماساتشوستس للتكنلوجيا. تم تعينها كأستاذة مساعدة في الفيزياء في جامعة بوسطن، لكن خفض العميد راتبها بنسبة 15% عندما عرف بأنها امرأة. رفضت أجزنبيرغ العمل بهذا المنصب إلى أن استعادت الراتب السابق.
التقت أجزنبيرغ أثناء عملها في جامعة بوسطن بالعالم الفيزيائي بجامعة هارفرد ولتر سيلوف وتزوجا في كانون الأول من عام 1955. استخدم سيلوف غرفة الفقاقيع في مختبر بروكهافن الوطنية، حيث أدى ذلك إلى اكتشافه جسيمات ميسون واسمها فايون (f2) تيمناً باسمها. تم تكريم أجزنبيرغ سيلوف هي وزوجها في ندوة عقدة في جامعة بنسلفانيا.توفي سيلوف عام 2010.
عملت أجزنبيرغ في الستينيات من القرن المنصرم في جامعة هارفرد، حيث كانت أول امرأة في هيئة التدريس تعمل بدوام كامل. بدأت أجزنبيرغ بالتدريس في جامعة بنسلفانيا عام 1970، حيث كانت تدرس هناك منذ عام 1957. تقدمت أجزنبيرغ بطلب للحصول على واحدة من ثلاث وظائف شاغرة هناك في عام 1972. لم يتم تعينها، حيث كانت الأسباب المذكورة هي العمر والأبحاث المنشورة غير كافية.

## المؤلفات
نشرت في عام 1994 مذكرات بعنوان “مسألة خيارات": مذكرات عالمة فيزيائية.

## الجوائز والتكريم
- زميلة الرابطة الأمريكية للتقدم العلمي
- زميلة الجمعية الفيزيائية الأمريكية
- رئيسة الجمعية الفيزيائية الأمريكية للفيزياء النووية (1973- 1974)
- جائزة التدريس المتميز، مؤسسة كريستيان وماري ليندبيك (1991)
- ميدالية نيكولسون للخدمة الإنسانية، الجمعية الفيزيائية الأمريكية (1999)

## وصلات خارجية
- الموقع الرسمي لجائزة قلادة العلوم الوطنية الأمريكية